# Nackendorf
Nackendorf ist ein Gemeindeteil der Stadt Höchstadt an der Aisch im Landkreis Erlangen-Höchstadt (Mittelfranken, Bayern). Nackendorf liegt in der Gemarkung Schirnsdorf.

## Geografie
Das Dorf liegt an der Birkach, einem linken Zufluss der Aisch, der eine Kette von Weihern vor allem nordwestlich des Ortes speist. Im Süden liegen die Flurgebiete Grieß und Wohlfahrt, im Osten die Angerleiten. Im weiteren Umfeld ist der Ort von Wald umgeben: im Westen von Bauernholz' und Waldspitze, im Nordwesten vom Bamberger Holz, im Norden von den Limbacher Hölzern und im Osten vom Leitenholz.

## Geschichte
1313 wurde der Ort im Bamberger Burghutregister als „Nachendorff“ erstmals urkundlich erwähnt. Wolfram und Dietrich Truchseß von Nainsdorf hatten zu dieser Zeit im Ort zwei Hufen als Eigengut. Dieses trugen sie dem Bamberger Bischof Wulfing von Stubenberg zu Lehen auf. Im Bamberger Urbar von 1348 waren für den Ort vier Lehen verzeichnet. Der Bamberger Bischof hatte die Vogtei inne. Gerhaus Hopfner aus Höchstadt gehörten fünf Äcker als Eigengut zu Nackendorf. 1379 stiftete er diese der Pfarrei Höchstadt für ein Ewiges Licht. Seit 1547 hatten die Nürnberger Patrizier Zollner von Brand und seit 1597 die Schlüsselfelder grundherrliche Ansprüche in Nackendorf; 1612 waren es ein Schlösslein und sieben Lehen. Nach dem Dreißigjährigen Krieg war der Ort entvölkert. 1713 erkauften die Grafen von Schönborn den Zehnt von Johann Philipp Stang, der Kanoniker des Bamberger Kollegiatstiftes St. Gangolf war. 1742 wurde eine Kapelle gebaut; sie gehörte zur Pfarrei Höchstadt.
Gegen Ende des 18. Jahrhunderts gab es in Nackendorf 16 Anwesen. Das Hochgericht übte das bambergische Centamt Höchstadt aus. Die Dorf- und Gemeindeherrschaft hatte das Kastenamt Höchstadt. Grundherren waren das Kastenamt Höchstadt (3 Höfe, 2 Güter, 8 Gütlein, Ziegelei), das brandenburg-bayreuthische Kasten- und Jurisdiktionsamt Dachsbach (1 Gut) und die Pfarrei Höchstadt (1 Sölde).
Im Rahmen des Gemeindeedikts wurde Nackendorf dem 1808 gebildeten Steuerdistrikt Schirnsdorf und der im selben Jahr gebildeten Ruralgemeinde Schirnsdorf zugewiesen.
Am 1. Juli 1974 wurde Nackendorf im Zuge der Gebietsreform in die Stadt Höchstadt an der Aisch eingegliedert.

### Baudenkmäler
- Haus Nr. 1: Dazugehörige Scheune
- Haus Nr. 20: Katholische Kapelle St. Laurentius[8]
- Kreuzigungsgruppe

### Einwohnerentwicklung
| Jahr      | 001819 | 001861 | 001871 | 001885 | 001900 | 001925 | 001950 | 001961 | 001970 | 001987 |
| Einwohner | 57     | 95     | 97     | 103    | 91     | 105    | 165    | 173    | 164    | 159    |
| Häuser    |        |        |        | 18     | 17     | 18     | 19     | 19     |        | 31     |
| Quelle    | [ 10 ] | [ 11 ] | [ 12 ] | [ 13 ] | [ 14 ] | [ 15 ] | [ 16 ] | [ 17 ] | [ 18 ] | [ 1 ]  |

## Religion
Der Ort ist römisch-katholisch geprägt und nach St. Georg (Höchstadt an der Aisch) gepfarrt. Die Einwohner evangelisch-lutherischer Konfession waren ursprünglich nach St. Oswald (Lonnerstadt), heute ist die Pfarrei Höchstadt zuständig.

## Verkehr
Die Staatsstraße 2763 verläuft nach Höchstadt (2,3 km südlich) bzw. zur Anschlussstelle 78 der Bundesautobahn 3 (1,5 km nordwestlich) und weiter an Schirnsdorf vorbei nach Mühlhausen (3,8 km nordwestlich).
Es gibt zwei Bushaltestellen an der St 2763, jeweils am Ortsende. Sie werden von der Buslinie 207 (Höchstadt-Wachenroth/Wachenroth-Höchstadt) des VGN bedient.